# Lessons zadelrugtamarin
De Lessons zadelrugtamarin (Leontocebus fuscus)  is een zoogdier uit de familie van de klauwaapjes (Callitrichidae). De wetenschappelijke naam van de soort werd voor het eerst geldig gepubliceerd door René Primevère Lesson in 1840. Vroeger werd de soort gerekend als een ondersoort van de bruinrugtamarin, maar het is gebleken dat dit een aparte soort is.

## Voorkomen
De soort komt voor in het westen van het Amazonegebied tussen de Putumayo-rivier en de Japurá-rivier in Brazilië en Colombia